# Violence féminine
 (novembre 2020).
Si vous disposez d'ouvrages ou d'articles de référence ou si vous connaissez des sites web de qualité traitant du thème abordé ici, merci de compléter l'article en donnant les références utiles à sa vérifiabilité et en les liant à la section « Notes et références ».

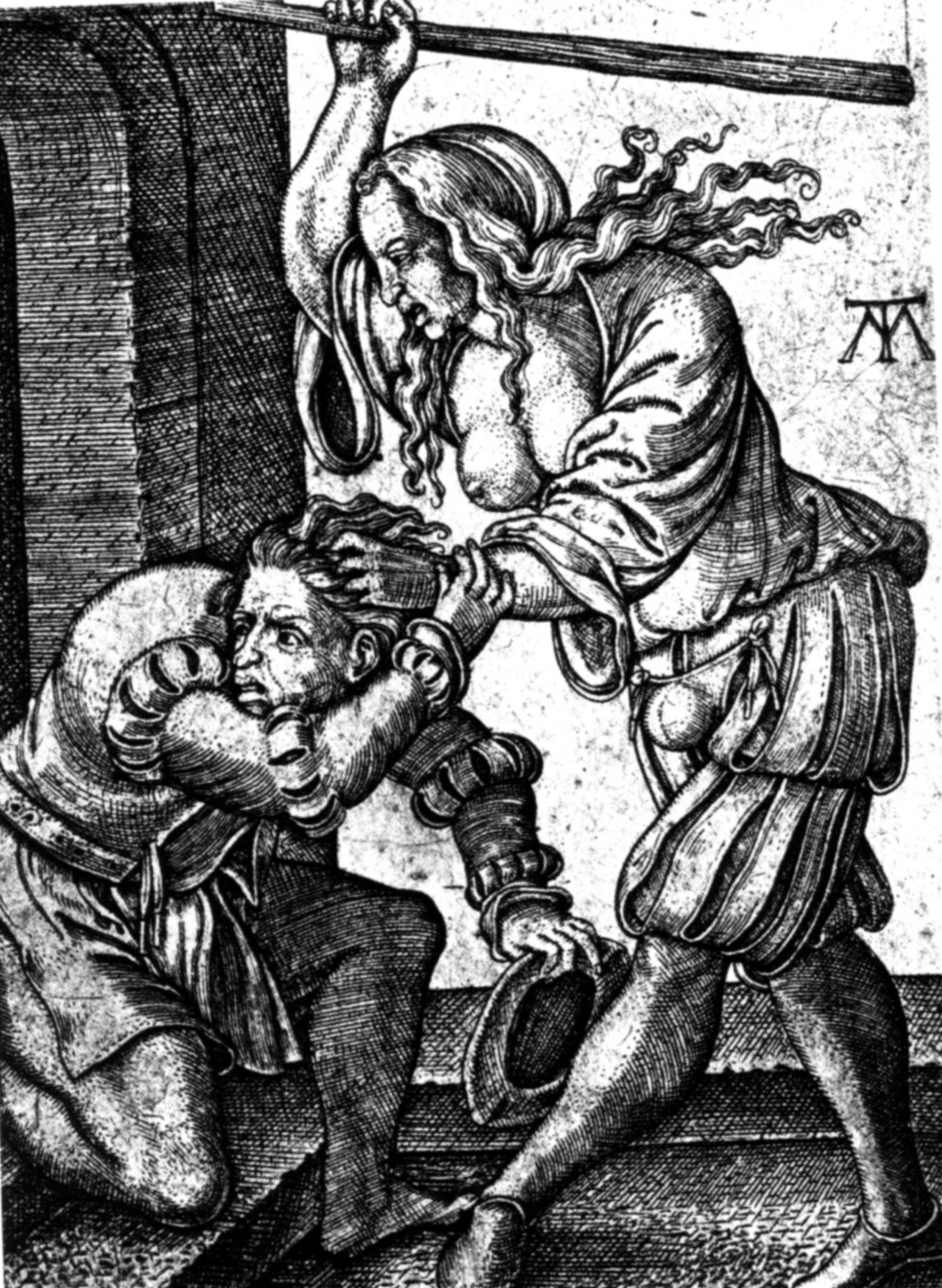
Femme frappant son mari, par Albrecht Dürer au XVII.

La violence féminine inclut toutes les formes de violence perpétrée par des femmes en tant qu'auteures principales. Elle peut s'exercer envers leur conjoint, leurs enfants ou des tiers. Ce type de violence constitue un champ de recherche à part entière depuis la reconnaissance accordée aux études de genre.

## Formes de violence féminine

### Délinquance des adolescentes
D'une manière générale, la délinquance des adolescentes est moins importante que celle des adolescents. Cependant, dans les années 2000, une évolution a été remarquée. Antérieurement, la violence des jeunes femmes se manifestait plus souvent par réaction à un traumatisme ou dans le cadre d'une opposition familiale, alors qu’aujourd’hui, elle se rapproche plus de celle des hommes (recours à la violence dans les relations humaines, qui peut aller jusqu'à des actes de barbarie). Cette délinquance serait en expansion même si elle reste faible. En 2004, selon l’ONDRP, des filles mineures étaient mises en cause dans 4 200 atteintes aux personnes, contre 7 500 en 2009, soit une augmentation de 83,7 %. Dans la même période, « le nombre de filles mises en cause pour des violences physiques non crapuleuses, comme les coups et blessures volontaires, a doublé » mais ces jeunes femmes sont surtout impliquées dans des « atteintes aux biens ». Si les femmes commettent moins de violences, y compris sexuelles que les hommes, M. Damien Mulliez, directeur adjoint de la Protection judiciaire de la jeunesse au ministère de la Justice, s'inquiète cependant de l’augmentation « des actes d'agression à caractère sexuel ».

### Violences conjugales
Dans une étude de 1980 de cet auteur (Behind Closed Doors - Violence in The American Family), comprenant une enquête de victimisation, Strauss, Gelles et Steinmetz affirment que les femmes commettent la moitié des violences physiques domestiques.
Si le taux d'agression est équivalent, concluent-ils, les hommes causent plus de dommages directs aux femmes, mais les femmes qui utilisent des armes peuvent provoquer des blessures plus graves. Suzanne Steinmetz écrit : « Le crime le plus sous-estimé n'est pas la femme battue, mais le mari battu. ». Une recherche de John Archer publiée en 2000 dans le Psychological Bulletin, Vol 126(5), tendrait à indiquer que dans les relations conjugales, la femme serait légèrement plus agressive que l'homme dans le conflit même si, en conséquence, c'est elle qui subit le plus de blessures physiques,.
Concernant les couples homosexuels, les résultats de l'ESG 2004 conduite par Statistiques Canada révèlent que « 15 % des gais et lesbiennes et 28 % des bisexuels, ont déclaré avoir été victimes de violence conjugale au cours de l’année 2004 par rapport à 7 % des hétérosexuels ». Les résultats de l'ESG 2009 confirment cette tendance et montrent que les personnes canadiennes s'identifiant comme gays ou lesbiennes avaient deux fois plus de chances de déclarer avoir été victimes de violences physiques ou sexuelles de la part de leur partenaire amoureux que les personnes s'identifiant comme hétérosexuelles. Des données américaines,, montrent également que les personnes s'identifiant comme gays, lesbiennes ou bisexuelles avaient plus de risques que les hétérosexuels de se dire victimes de violence sexuelle domestique au cours de leur vie.

#### Canada
Plusieurs enquêtes de victimation vont dans le sens de l'équivalence quantitative des violences conjugales. Pour le Canada, c'est le cas de l’ESG, menée en 1999 et en 2004.

#### France
En France, un certain nombre de violences graves perpétrées contre les pères par les mères dans les couples en situation de divorce ne sont pas comptabilisées comme « violences conjugales » physiques. Il s'agit notamment, selon les associations pour les droits des pères, des fausses accusations de violences physiques ou sexuelles à l'encontre des enfants, du délit de non-représentation des enfants très peu sanctionné en France lorsqu'il est le fait d'une mère, de l'aliénation parentale des enfants, des déménagements à longue distance rendant difficiles le droit de visite du père.

### Maltraitances sur enfants

#### Canada
(octobre 2019).
Une étude canadienne, menée en 2001 par le ministère de la Santé canadien, utilisant la définition de l'OMS, donne les suivants concernant les cas de maltraitances d'enfants en milieu familial :
- Violence physique 31 %
- Abus sexuel 10 %
- Négligences 40 %
- Violence psychologique 19 %

Les auteurs de l’ensemble de ces violences sont :
- Mère biologique 61 %
- Père biologique 38 %
- Beau-père 9 %
- Belle-mère 3 %
- Famille d’accueil 1 %
- Autre membre de la famille 7 %

(total supérieur à 100 % car un acte de maltraitance peut-être pratiqué à la fois par le père et la mère biologique, le beau-père et la mère biologique, etc.).
Dans les cas d’abus sexuel, les pères sont impliqués dans 15 % des enquêtes ouvertes. Sur l’ensemble de ces enquêtes le pourcentage des plaintes se distribue selon la ventilation suivante :
- Corroborées 20 %
- Présumées 20 %
- Non corroborées 60 %

La même année, pour le même type d'études, les résultats obtenus aux États-Unis sont presque identiques (à ± 2 % près). Toujours sur le sol américain, le pourcentage d’infanticide quant à lui représentait un taux de 1,62 pour 100 000. Les auteurs de ces infanticides se répartissaient comme suit :
- Mère seule 32 %
- Père seul 11 %
- Les deux parents 21 %
- Mère avec une autre personne que le père 16 %
- Père avec une autre personne que la mère 1 %
- Autre membre de la famille 5 %
- Famille d’accueil 6 %
- Autre proche 6 %
- Inconnu 2 %

#### États-Unis
Une étude de 2012 établi que 20 % des agressions sexuelles sur enfants sont le fait de femmes.

#### France
Une étude de 2015 de l'Observatoire national de la délinquance et des réponses pénales basée sur l'exploitation des données du casier judiciaire a établi que 70 % des meurtres d'enfant sur la période de 1996-2015 ont été perpétrés par une femme, et que dans 72 % des cas l'enfant victime avait un lien familial avec son bourreau. Le psychologue Mickael Morvelli précise que la part plus importante de femmes dans les interactions avec l'enfant serait responsable de cette surreprésentation. Cela concerne environ 57 mineurs par an d'après les chiffres de l'ONDRP, en baisse depuis une meilleure prise en charge des mères après l'accouchement.
Le Service national d'accueil téléphonique pour l'enfance en danger (SNATED, dit aussi « 119 », anciennement SNATEM) publie des statistiques très fiables[réf. nécessaire]. En effet, cet organisme, qui reçoit chaque année 700 000 appels lui signalant des maltraitances, procède à des vérifications, et ne procède à des « transmissions » aux Conseils généraux que pour les cas les plus crédibles, exigeant un suivi social et judiciaire : environ 9 000 par an. Dans son rapport 2006, les statistiques sur les « transmissions », qui confirment celles des années précédentes, établissent que les auteurs des mauvais traitements signalés sont, en pourcentage : la mère (52,3 %), le père (29,6 %), le beau-père (7,8 %), les autres catégories étant toutes à moins de 2 %. Et par sexe : des femmes (56,3 %), des hommes (43,2 %), les autres cas n'étant pas définis. Ces chiffres sont toutefois à mettre en regard du temps passé à s'occuper de l'enfant, ce qui pourrait expliquer le fort pourcentage de femmes présumées auteures de mises en danger de l'enfant, d'après l'étude annuelle relative aux appels du SNATED en 2017. À l'inverse, lorsque le contact est équilibré entre femmes et hommes, dans les réseaux d'amis, la fratrie ou les beaux-parents, les pourcentages d'hommes auteurs de violences est plus élevé (72,3 %, 70,3 % et 75,3 %, respectivement). Les violences (donc hors négligence, éducation défaillante et catégories similaires) psychologiques, physiques ou sexuelles sont exercées à 48,1 %, 53,0 et 76,8 %, respectivement, par des hommes, et à 51,6 %, 46,5 % et 22,0 % par des femmes, selon cette même étude.

### Violences de guerre

#### Nazisme
De nombreux auteurs, dont des féministes, se sont interrogés sur le rôle des femmes dans le nazisme.
Dans Les femmes et le nazisme, sous la direction de Liliane Kandel, des historiennes, féministes s'interrogent[source insuffisante] :

« [...] Le nazisme était-il seulement une "maladie d'hommes" ? Les femmes sont-elles, toujours, du "bon côté" de l'histoire ? Les opprimés sont-ils structurellement innocents ? (...) N'y a-t-il pas paralysie d'une certaine pensée de gauche - et féministe - face au crime de masse (indifférent au genre), face aux situations de violence extrême, face enfin aux entreprises totalitaires ? Beaucoup des problèmes et des malaises qu'ont suscités cette confrontation entre l'historiographie des femmes et celle du national-socialisme se sont généralisés et radicalisés »

Claudia Koonz dit, dans Les mères-patrie du IIIe Reich : les femmes et le nazisme[source insuffisante]  :

« [...] les femmes, qui ont soutenu Hitler et qui ont permis que la dictature, la guerre et le génocide existent, sont tombées dans les oubliettes de l'Histoire. Les femmes ne sont pas considérées comme des acteurs historiques, on se les imagine plutôt comme une masse confuse d'Eva Braun, d'où se détachent, ici ou là, une Leni Riefenstahl ou une Irma Griese (la "chienne d'Auschwitz"). Les femmes constituent pourtant la toile de fond permanente sur laquelle les hommes nazis ont écrit l'Histoire ; le mépris des nazis pour celles-ci était tellement flagrant qu'il serait tentant de donner à ces dernières une sorte d'absolution, de croire qu'elles assistèrent impuissantes à la montée du racisme et de la violence. [...] Si la responsabilité du stade ultime de la "solution finale" appartient à Himmler, des femmes et des hommes ordinaires se chargèrent de livrer les victimes à la Gestapo. »

#### Irak

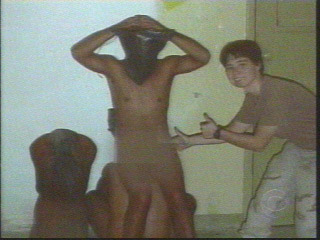
La soldate américaine Lynndie England photographiée dans la prison d'Abou Ghraib. Elle ne fut pas la seule femme à se livrer à ces pratiques.

Un exemple contemporain a été fortement médiatisé, celui de Lynndie England, une réserviste de l'Armée américaine. Celle-ci a été condamnée à la prison en raison des sévices qu'elle a perpétrés dans la prison d'Abou Ghraib à Bagdad lors de l'occupation de l'Irak. Ses agissements et son procès ont régulièrement fait la une des médias aux États-Unis. Elle a été condamnée le 27 septembre 2005 à trois ans de prison pour mauvais traitements sur des détenus irakiens et a été radiée de l'armée.

### Tueuses en série
Est considérée[Où ?] comme une tueuse en série une meurtrière récidiviste qui a commis au moins trois meurtres, un intervalle de temps — de quelques jours à plusieurs années — séparant chacun de ces meurtres. Une tueuse en série est une psychopathe qui se caractérise par sa boulimie de meurtres, par le plaisir qu'elle tire de ses actes et par un sentiment de supériorité qui l'amène à penser qu'elle ne sera jamais prise.
La tueuse en série ne tue pas par idéologie (même si elle peut parfois sélectionner ses victimes sur des critères ethniques, religieux ou sexuels), par fanatisme ou par appât du gain. Le moteur de la tueuse en série est le sentiment de toute-puissance que lui procurent ses crimes.
Au regard de cette définition, les terroristes, les criminelles de guerre, les tueuses de masse, les spree killers, les tueuses passionnelles ou les tueuses à gages ne sont pas considérées comme étant des tueuses en série.
Parmi les tueuses en série connues il y a :
- Élisabeth Báthory ;
- Marie-Madeleine Dreux d'Aubray ;
- Nannie Doss ;
- Karla Homolka ;
- Hélène Jégado ;
- Aileen Wuornos.

## Approches thérapeutiques

### Difficulté à sortir du tabou
Selon les auteurs du dossier « De victimes à folles », il existe une résistance à aborder ce problème :
« […] C'est un sujet tabou, une femme est plutôt perçue comme protectrice et aimante. Celles que nous recevons sont capables de coups et de bris d'objets. Elles ne vivent pas forcément dans la précarité. Elles ont toutes subi des violences pendant leur enfance. »
 

Selon la criminologue Sylvie Frigon, les féministes nient la violence des femmes, laquelle crée un malaise tous genres confondus. 
« […] Certaines de mes collègues féministes, activistes et praticiennes, ne veulent pas toucher à cela. Elles disent que d’en parler rend le phénomène plus important. Une féministe connue m’a dit : “Vos femmes violentes nous font peur.” D’autres ne veulent pas se renseigner sur le sujet, car elles disent que c’est marginal »
 

Selon Manon Monastesse, coordonnatrice à la Table de concertation en violence conjugale et agressions à caractère sexuel de Laval : 
«  En fait, il y a une difficulté à parler des femmes violentes, même dans les milieux d’intervention, parce qu’on craint que cela soit récupéré par d’autres groupes ») »

Selon Julien Félix et Marie Huret : 
« […] les hommes maltraités sont moins rares qu'on ne le croit. Car le sujet reste tabou et les victimes préfèrent se cacher. Même si Sylvie n'était pas un cordon-bleu, elle adorait parler cuisine au téléphone avec ses copines : "Je vais lui couper les couilles avec un couteau et en faire de la compote." Ce soir-là, Yvan surprend le coup de fil. Ses genoux flageolent. Le plat du jour, c'est lui. A 6 heures du matin, le mari s'enfuit de la maison. "Une nuit de plus, dit-il, et j'y passais." Il s'est accroché huit ans à cause des enfants. Huit ans à encaisser les gifles et les griffes de son épouse : elle jetait la vaisselle, lui lacérait le visage avec ses ongles, brandissait un couteau, persuadée qu'il la trompait. Lui se taisait, lui l'aimait. À l'aube, Yvan s'est décidé et s'est réfugié à l'Armée du salut. "J'étais en total désarroi, je ne pouvais pas emmener mes enfants, soupire-t-il. Les foyers d'accueil pour hommes battus, ça n'existe pas." »

### Approche jungienne
L’anima et l'animus sont des concepts propres à la psychanalyse jungienne, nommée psychologie analytique.
Eliane Jung-Fliegans, psychologue clinicienne, par exemple, au travers d'une approche de psychologie analytique, s'est intéressée aux comportements récurrents des femmes violentes, dans une perspective essentialiste « car envisager une féminité épanouie et libérée où chaque sexe manifeste son originalité en respectant l’autre est révolutionnaire. Pour ne pas bouger nos croyances sommes-nous condamnés à la « guerre des sexes » réponse automatique à l’inacceptable différence ? »
Pour cela, explique-t-elle, il faut se connaître et se prendre en charge :  
« […] La femme doit veiller sur son animus, sur sa nature. Si elle prend conscience de ses aspects négatifs et de l’influence qu’il exerce sur elle, elle peut affronter sa réalité au lieu d’en être possédée. L’animus devient alors un compagnon intérieur qui transmet les qualités masculines d’initiative, de courage, d’objectivité et de sagesse spirituelle. Il exprime 4 stades de développement psychique :
- comme personnification de la simple force physique,
- comme esprit d’initiative, capacité d’agir et d’organiser,
- sous les traits de l’enseignant ou du prêtre, où il témoigne de l’enseignement verbal,
- comme pensée métaphysique médiatrice de l’expérience religieuse qui donne un sens nouveau à la vie.  »

Annick de Souzenelle, elle aussi psychologue jungienne, souligne que : 
« […] si la rigueur féminine n’épouse pas la miséricorde masculine, elle est dureté et peut devenir cruauté […] »
Cette vision essentialiste de l'âme des femmes, l'animus et son versant agressif ont été définis par Jung. Cette part masculine de la femme qui est insupportable chez la femme blessée, sous emprise, dans un cercle de la violence est l'équivalent de la féminité que certains hommes n'arrivent pas à assumer. Jung le nomme Animus pour la femme et Anima pour l'homme.
Selon Marlène Frich, psychologue clinicienne, dans Violences conjugales, comment en sortir ? :
« […] Ce qui peut aider ces couples ou ces sujets à sortir de cette problématique est un travail psychique qui leur permettra de quitter la violence fusionnelle qui annihile, détruit, tue, pour accéder au conflit positif, à une forme d’agressivité créatrice et génératrice de la pensée et de l’individualisation. » »

### Prises en charge institutionnelles des femmes violentes
Certains pays[Lesquels ?] se sont dotés de centres, cliniques spécialisées ou d'association proposant une prise en charge thérapeutique.

#### Associations
L'association suisse romande Face à Face propose une prise en charge par l'écoute et la parole aux femmes et aux adolescentes ayant des comportements violents.
« C'est un sujet tabou, une femme est plutôt perçue comme protectrice et aimante. Celles que nous recevons sont capables de coups et de bris d'objets. Elles ne vivent pas forcément dans la précarité. Elles ont toutes subi des violences pendant leur enfance. » - Témoignage de Claudine Gachet, directrice de Face à face, un centre pilote créé en 2001, à Genève, pour aider les femmes violentes.

#### Cliniques et centres
La clinique du groupe Option de Montréal effectue des prises en charge des femmes ayant des comportements violents.
À Québec, Le centre Expansion-Femmes a, par exemple, été l'un des pionniers dans ce domaine : « Si la violence féminine est levée, aujourd'hui les femmes ayant des comportements violents ont un endroit pour recevoir de l'aide depuis 1996. »
Originellement, Expansion-Femmes, proposait principalement de l'hébergement spécialisé pour les femmes contrevenantes et est accrédité par les services correctionnels québécois (SCQ) et canadien (SCC). Toutefois, le centre offre aujourd'hui des possibilités d'accueil et d'écoute, par des femmes dont certaines sont d'anciennes auteures de violences.

#### Ateliers d'aide
La Maison de la Famille de Québec a mis en place un « atelier pour les Femmes et leur agressivité au Québec ».
Sa brochure de présentation indique que « […] La violence féminine existe. Souvent dissimulée, elle a mauvaise presse. Elle se manifeste sous diverses formes ; verbale, physique ou refoulée, elle « frappe » toujours ! Si vous éprouvez le besoin d'en parler, de rencontrer d'autres femmes comme vous et de sortir de votre isolement, un atelier s'intitulant 'La Femme et son agressivité' vous est offert […] »[réf. nécessaire]

#### Ouvrages universitaires
- M-È. Bourgoin, Fonctionnement et efficacité du programme Temps d'Arrêt : Le point de vue des participantes, mémoire de maîtrise inédit, Université Laval : Sainte-Foy, 2004
- Cliche, P. (1998). La Violence féminine. Essai de maîtrise inédit. Université Laval : Sainte-Foy
- M-M. Rousseau, L'Inceste maternel : Fantasme ou Réalité, Mémoire de maîtrise inédit, Université Laurentienne, 2003

#### Récits
- John Goetelen, La Femme est-elle vraiment l'avenir de l'homme ?, Marco Pietteur, 2006

#### Témoignages
- Maxime Gaget, Ma Compagne, mon bourreau, Michalon Éditions, 12 février 2015, 220 p.

#### Essais et divers
- Michèle Agrapart-Delmas, Femmes fatales, les criminelles approchées par un expert, Max Milo, 2009
- Anne Besnier, La Violence féminine, du vécu au transmis, L'Harmattan, 2004.
- L. Bonenfant, Sans voix, Sans visage, Vidéo-Femmes, 2004
- L. Bouchard, La Violence féminine chez une clientèle non-judiciarisée, Expansion-Femmes de Québec, 2002
- Cliche, P. (2000). La Violence féminine mythe ou réalité. L'Intervenant, 16 (3).
- Cliche, P. (2000). La Violence féminine : réalité controversée. Comité des intervenants du réseau correctionnel de Québec (CIRCQ), 17 (2), 13-14.
- Décarie, S. (2002). Ces Femmes violentes. Madame, pp.16-26.
- Yvon Dallaire, La Violence faite aux hommes. Une réalité tabou et complexe, Québec, 2002 Éd. Option Santé
- Cécile Dauphin, Arlette Farge (sous la dir. de), De la violence et des femmes, Albin Michel, 1997 Clio
- J. Dufresne, La Violence féminine, au-delà du mythe, Le Soleil, 26 août 2001
- Claudia Koonz, Les mères-patrie du IIIe Reich - Les femmes et le nazisme, Lieu Commun, 1989 Érudit [PDF]
- S. Morin, Maman ne te fera plus aucun mal, Dernière heure, pp. 29-33, 2003
- Avanti Ciné-vidéo, Le Monde est sexe, Canal vie, 2005
- Christine Bard, Les Filles de Marianne. Histoire des féminismes 1914-1940, Paris, Fayard, 1995
- Élisabeth Badinter, Fausse route, Odile Jacob, Paris, 2003
- (en) Philip Cook, Abused men
- Madeira Virginie. J'ai menti. Stock, 2006
- Poiret Anne, L'Ultime Tabou - Femmes pédophiles Femmes incestueuses, Patrick Robin, 2006
- Poirson Martial dir., Combattantes. Histoire de la violence féminine en Occident, Paris, Seuil, 2020, préface de Christiane Taubira
- Marie-Monique Robin, L'École du soupçon, La découverte, 2006
- Sophie Torrent, L'Homme battu, Option Santé, 2003
- Myriam Tsikounas dir., Éternelles coupables. Femmes criminelles de l'Antiquité à nos jours, Paris, Autrement, Mars 2008, 205 p.
- Loïc Cadiet, Frédéric Chauvaud, Claude Gauvard, Pauline Schmitt, Myriam Tsikounas dir., Figures de femmes criminelles, Paris, Publications de la Sorbonne, Février 2010, 273 p.